# Nevem Sam
A Nevem Sam (eredeti cím: I Am Sam) 2001-ben bemutatott amerikai filmdráma Jessie Nelson rendezésében. A főszerepben Sean Penn látható, akit alakításáért Oscar-díjra jelöltek.

## Cselekmény
Sam egy betegség miatt csupán egy hétéves gyermek szellemi képességeivel rendelkezik. Egyedül neveli lányát, Lucyt. A gyámügyi hatóságok szerint Sam nem alkalmas gyermeknevelésre. Sam nehezen tud egy ügyvédet rávenni a jogi képviseletre, aki kezdetben vonakodik az ügytől. Ám lassacskán rájön, milyen sokat tanulhat szellemileg visszamaradott védencétől.

## Szereplők
| Szerep                 | Színész                   | Magyar hang     |
| ---------------------- | ------------------------- | --------------- |
| Sam Dawson             | Sean Penn                 | Görög László    |
| Rita Harrison Williams | Michelle Pfeiffer         | Kovács Nóra     |
| Annie Cassell          | Dianne Wiest              | Földi Teri      |
| Lucy Diamond Dawson    | Dakota Fanning (6 évesen) | Bánlaki Kelly   |
| Lucy Diamond Dawson    | Elle Fanning (2 évesen)   |                 |
| Mr. Turner             | Richard Schiff            | Várkonyi András |
| Margaret Calgrove      | Loretta Devine            | Kocsis Mariann  |
| Ifty                   | Doug Hutchison            | Czvetkó Sándor  |
| Randy Carpenter        | Laura Dern                |                 |
| Robert                 | Stanley DeSantis          | Csankó Zoltán   |
| Callie                 | Molly Gordon              |                 |
| Lily                   | Rosalind Chao             |                 |

## Hasonló alkotások
- Main Aisa Hi Hoon, 2005-ös Bollywoodi film hasonló történettel
- Deiva Thirumagal, 2011-es tamil film